# Mirko Korolija
Mirko Korolija (* 9. September 1886 in Kistanje; † 10. März 1934 in Šibenik) war ein kroatischer Schriftsteller und Politiker. Er war ein extremer jugoslawischer Nationalist und Mitglied der ORJUNA.

## Leben
Mirko Korolija wurde in Kistanje, in der Region Bukovica in Dalmatien geboren. Er besuchte das Cesarsko Kraljevsku Veliku Gymnasium in Zadar. Während seiner Zeit auf dem Gymnasium begann er, kleine Lieder zu schreiben und seine ersten Strophen wurden 1898 nach der Bearbeitung von Jova Jovanović Zmaj in der Literaturzeitschrift Neven veröffentlicht. Korolija machte den Doktortitel der Rechtswissenschaften in der Rechtswissenschaftlichen Fakultät in Prag.
1921, zweieinhalb Jahre nach der italienischen Besetzung des nördlichen Dalmatiens trat ganz Dalmatien dem Königreich der Serben, Kroaten und Slowenen bei. Über den Beitritt Dalmatiens und dem Eintreffen der serbischen Armee im März 1921 war Mirko Korolija sehr erfreut. Im Februar 1922 war er an der Spitze des Direktoriums der ORJUNA.
Mirko Korolija hielt Vorlesungen gegen die, wie er selbst sagte "kroatischen Separatisten" und das "bolschewistische Ungeziefer".

## Werke
- Pesme, 1914
- Zidanje Skadra (Drama 1920)
- Jugana vila najmlađa (Drama, 1921)
- Nove pesme (1930)
- Pesme (1933)